# Pan tigre

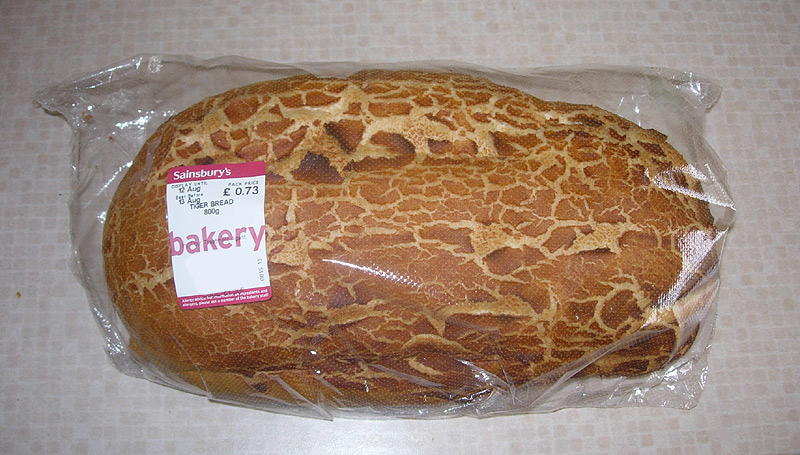
Una pieza de pan tigre de Sainsbury's.

El pan tigre es el que se elabora con aceite de sésamo y presenta un dibujo en su parte superior realizando pintando la superficie con pasta de arroz antes de hornearlo. La pasta se seca y se agrieta durante la cocción, creando un efecto en dos tonos que recuerda a la piel de un tigre, de donde procede su nombre. La pasta de arroz también le da al pan un sabor distintivo. Tiene una corteza crujiente y una miga blanda. Típicamente se elabora en barras o panecillos, pero la técnica puede aplicarse a cualquier forma.
El pan tigre procede de los Países Bajos, donde se denomina tijgerbrood, y se ha vendido al menos desde principios de los años 1970, pero su origen se remonta probablemente a la época en que mantenía relaciones comerciales con el sureste asiático.